# Decimazione

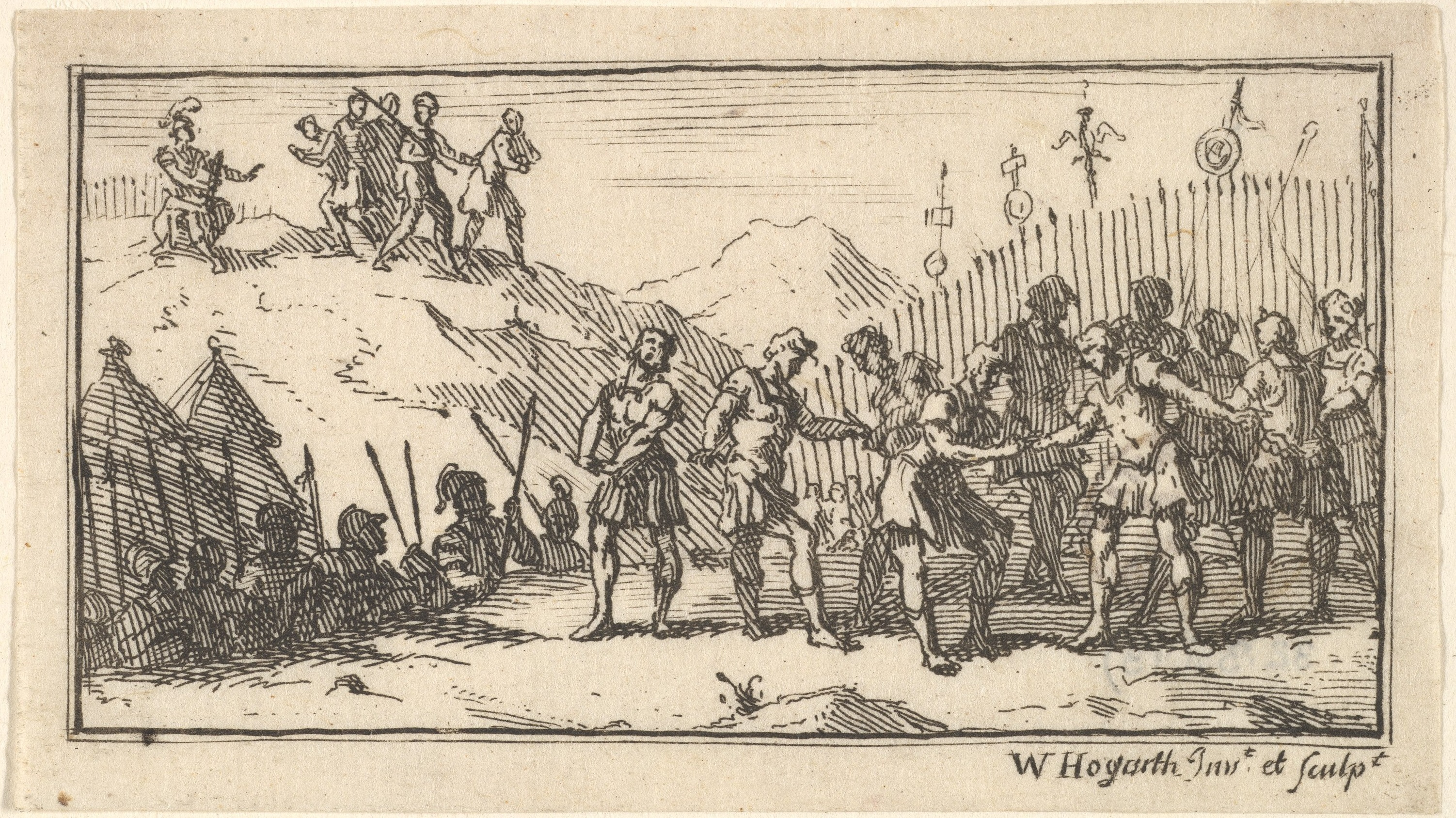
Incisione di William Hogarth raffigurante una decimazione nell'antica Roma (1725)

La decimazione era uno strumento estremo di disciplina militare inflitto ad interi reparti negli eserciti dell'antica Roma per punire ammutinamenti o atti di codardia, uccidendo un soldato ogni dieci. La parola deriva dal latino decimatio che significava "eliminare uno ogni dieci".
In questa accezione la decimazione è stata utilizzata ancora durante la prima guerra mondiale nel Regio Esercito del Regno d'Italia, e in Libia da parte del regime fascista italiano.

## Ladecimatioromana
La coorte che si voleva punire per decimazione era divisa in gruppi di 10 legionari; ciascun gruppo sceglieva a sorte uno di loro che veniva ucciso dagli altri commilitoni per lapidazione o a bastonate. Ai soldati era poi dato da mangiare un rancio a base di orzo invece che di frumento e quindi mandati a dormire all'addiaccio fuori dell'accampamento, senza la protezione del vallum. Il rischio e la paura di essere sorteggiati gravava indistintamente, dunque, su tutti. Polibio aggiunge che, nel caso fossero stati numerosi a commettere gli stessi reati sopra elencati, o che interi manipoli, pressati dal nemico, avessero abbandonato il proprio posto, i Romani preferivano evitare di infliggere a tutti quanti la pena della bastonatura (fustuarium) o della morte. La soluzione che essi avevano trovato era quella della decimazione. In questo caso, il tribuno, una volta riunita la legione, faceva condurre al centro dello spiazzo i responsabili dell'abbandono del posto, li rimproverava aspramente e poi alla fine sorteggiava tra tutti i colpevoli, ora cinque, ora otto, ora venti, in modo che il totale corrispondesse sempre alla decima parte del numero complessivo degli imputati.
Poiché la punizione colpiva a caso, tutti i soldati della coorte punita correvano il rischio di essere uccisi, indipendentemente dal grado o dai compiti svolti. Di conseguenza la minaccia della decimazione oltre che spaventare obbligava i legionari a mantenere un comportamento risoluto in battaglia. Tuttavia, poiché l'applicazione della decimazione riduceva in un sol colpo la forza del reparto del dieci per cento, si crede che essa fosse irrogata molto raramente.
Il più antico riferimento noto alla decimazione è del 471 a.C., durante le prime guerre della Repubblica romana contro i Volsci ed è raccontato da Tito Livio. Questa pena fu ripresa anche da Marco Licinio Crasso nel 71 a.C. durante la Terza guerra servile contro Spartaco.
La decimazione fu praticata anche durante l'Impero romano: Svetonio nella sua Vite dei Cesari tramanda che fu usata da Augusto nel 17 a.C..

## La decimazione nel Regio Esercito
Durante la prima guerra mondiale, le decimazioni furono una pratica esclusiva del Regio Esercito italiano (che non le aveva mai applicate prima), ad eccezione di un caso in Francia, nel 1914, in cui fu applicata contro un battaglione di tirailleurs (fanteria coloniale) che si era rifiutato di mettersi in marcia verso la prima linea, con la fucilazione di dieci uomini sorteggiati.
Sono stati documentati almeno otto casi di decimazione all'interno del Regio Esercito durante la prima guerra mondiale.
Grazie all'art. 251 del codice penale militare italiano del 1870, che permetteva al comandante supremo dell'esercito di emanare circolari che avevano effetto di legge in zona di guerra, il generale Luigi Cadorna, sotto la pressione della Strafexpedition austro-ungarica, emise due circolari nel 1916, una del 26 maggio e una del 1º novembre, in cui si prescriveva la decimazione:  ..allorché accertamento identità personale dei responsabili nonest possibile rimane ai comandanti il diritto et il dovere di estrarre a sorte tra tutti gli indiziati alcuni militari et punirli con la pena di morte.
In base alle circostanze in cui veniva irrogata, la decimazione poteva essere definita in due modi:
- un primo caso è quando la si applicava ad una unità militare i cui componenti erano ritenuti tutti responsabili di un reato capitale (tradimento, rivolta, diserzione, sabotaggio).[9] Questo tipo di decimazione risparmiava la pena capitale ad una parte dei colpevoli ed aveva anzi lo scopo di preservare la forza del reparto.[9]
- Un altro caso è quando non si è potuto individuare i colpevoli all'interno di un'unità militare e, con lo scopo di dare un salutare esempio, si applica la decimazione a tale unità con la consapevolezza di poter fucilare soldati del tutto innocenti di fatti commessi da altri ignoti.[9] Quest'ultima pratica, giuridicamente aberrante, fu comunque applicata.[9]

Il primo caso colpì il 141º fanteria della Brigata Catanzaro il 26 maggio 1916: mentre due battaglioni del 141º reggimento tenevano la prima linea sul Monte Mosciagh sull'altopiano d'Asiago, gli altri due stavano nelle immediate retrovie, ai piedi del monte, pronte al rinforzo della linea, in caso di attacco. Verso le sette di sera, in concomitanza a una forte grandinata, gli austriaci attaccarono la linea italiana: presi di sorpresa, i soldati si ritirarono verso le seconde linee, alcuni sbandarono nei boschi circostanti. La maggior parte fu radunata subito e spedita al contrattacco, ma alcuni tornarono al reggimento solo la mattina seguente. Tra gli 86 rientrati in ritardo furono fucilati, due giorni dopo, il 28 maggio, i quattro più alti in grado (un sottotenente e tre sergenti) e otto soldati estratti a sorte, su ordine del comandante del reggimento, il colonnello Attilio Thermes, gli altri furono sottoposti a corte marziale. I fucilati furono gettati in una foiba sulle pendici del monte Sprunk, dove il reggimento si era ritirato sotto la pressione dell'offensiva austriaca. La corte ne assolse sette poiché appurò che non avevano partecipato allo sbandamento: questi soldati erano tra quelli scampati al sorteggio.
Thermes fu il primo ufficiale a ricevere un encomio da parte di Cadorna dall'inizio delle ostilità, pubblicato nell'Ordine del giorno del 22 giugno 1916.
Questo episodio, accaduto prima delle circolari disposte da Cadorna in merito, oltre ad essere aberrante sul piano giuridico generale in quanto viola il principio fondamentale della responsabilità personale, è anche illegale, nonostante la postuma giustificazione allegata alla circolare del novembre 1916 inserita dal Duca d'Aosta, comandante dell'armata a cui apparteneva la Brigata Catanzaro: «… ho appreso che tra le mie truppe si sono verificate recentemente alcune gravi manifestazioni di indisciplina […] perciò ho approvato che nei reparti che sciaguratamente si macchiarono di così grave onta alcuni, colpevoli o non, fossero immediatamente passati per le armi… ».
Un'apposita commissione parlamentare d'inchiesta su Caporetto istituita all'indomani della fine della guerra fornì le cifre ufficiali delle condanne a morte: 1006, di cui 729 eseguite. Queste cifre non comprendono le esecuzioni sommarie e l'applicazione della pena capitale in trincea a discrezione degli ufficiali responsabili in caso di emergenza: una stima di questi casi, che comprendono quelli di decimazione, si attesta a ulteriori 300 soldati fucilati. Rispetto a questa cifra, dell'ordine di 1000 uomini fucilati in quattro anni di guerra, si valuti per raffronto il numero dei fucilati francesi (600, in cinque anni di guerra e su un esercito molto più numeroso) e britannici britannici (350, sempre con un anno di guerra in più e con un esercito comparabile come numero).
Un disegno di legge nella XVII legislatura repubblicana, firmato da sessanta deputati, ha proposto la riabilitazione dei fucilati di quei tragici eventi.

## Accezione moderna
Oggi la parola decimazione possiede anche un secondo significato: indica una forte riduzione degli individui di una popolazione o di qualsiasi altra entità numerabile.